# Castelnau-Pégayrols
Castelnau-Pégayrols è un comune francese di 329 abitanti situato nel dipartimento dell'Aveyron nella regione dell'Occitania.

## Società

### Evoluzione demografica
Abitanti censiti